# Ворсынь
Ворсы́нь (бел. Варсынь) — деревня в Столинском районе Брестской области Беларуси. Входит в состав Видиборского сельсовета. Расположена в 22 км от Столина, в 267 км от Бреста, в 11 км от железнодорожной станции Видибор. Население — 10 человек (2019).

## История
В 1879 упоминается как деревня Плотницкого православного прихода в Плотницкой волости Пинского повета Минской губернии. 
С 1921 по 1939 годы в составе Плотницкой гмины Лунинецкого повята Полесского воеводства Польши. С 1939 года в составе БССР. С 12 октября 1940 года деревня в составе Осовецкого сельсовета Столинского района Пинской области. С 8 января 1954 года в Брестской области.
C июля 1941 года по начало июля 1944 года была оккупирована немецко-фашистскими войсками.
В 1970 году в составе колхоза «XIX партсъезд».

## Население
Население деревни на 2019 год составляло 10 человек.
| 1909 | 1921  | 1939  | 1959  | 1970  | 2005 | 2009 | 2019 |
| ---- | ----- | ----- | ----- | ----- | ---- | ---- | ---- |
| 188  | ▲ 230 | ▲ 313 | ▼ 292 | ▼ 219 | ▼ 60 | ▼ 32 | ▼ 10 |

## Инфраструктура
Работал магазин, сельский клуб, библиотека. Была начальная школа.